# Artik
Artik (armeană Արթիկ) este un oraș din Provincia Shirak, Armenia.